# 姫路市立安富北小学校
姫路市立安富北小学校（ひめじしりつ やすとみきたしょうがっこう）は、兵庫県姫路市安富町杤原にある公立小学校。

## 沿革
本校の学校概要による。
- 1873年（明治6年）3月 - 従化小学校（末広・杤原）と順化小学校（皆河）を設置。
- 1876年（明治9年）6月 - 従化・順化小学校を合併し、時習小学校（末広）と改称。
- 1882年（明治15年）4月 - 教育令により時習小学校を廃止し、宍粟郡明倫小学校末広分校と改称。高等・中等・初等科を併置。
- 1887年（明治20年）3月 - 宍粟郡第6番区時習簡易小学校（修業年限3ヶ年）と改称。
- 1891年（明治24年）10月 - 宍粟郡富栖村立時習小学校（修業年限4ヶ年）と改称。
- 1907年（明治40年）4月 - 宍粟郡富栖村立富栖尋常小学校と改称。
- 1929年（昭和4年）11月 - 新校舎落成により現在地に移転。
- 1941年（昭和16年）4月 - 国民学校令施行により、宍粟郡富栖村立富栖国民学校と改称。
- 1941年（昭和22年）4月 - 学校教育法施行により宍粟郡富栖小学校と改称。
- 1956年（昭和31年）7月1日 - 宍粟郡富栖村が同郡安師村と合併、安富町として町制施行したのに伴い、安富町立安富北小学校と改称。
- 1956年（昭和40年）5月 - 安富町給食センターを完成し、完全給食を開始。
- 2006年（平成18年）3月27日 - 宍粟郡安富町が姫路市へ編入されたのに伴い、姫路市立安富北小学校と改称。
- 2009年（平成21年）10月 - 兵庫県より「グリーンスクールフラッグ賞」表彰。
- 2010年（平成22年）4月 - 夢前学校給食センターでの給食開始。
- 2019年（令和元年）12月 - ユネスコスクールに認定される（県内の小学校では初）。
- 2022年（令和4年）4月 -  小規模特認校に認定される（翌年度より実施）。

## 通学区域
姫路市安富町のうち、末広、杤原、皆河、関。全域が姫路市立安富中学校の校区である。特認校認定により、所定の手続きを踏めば姫路市内全域から通学可能となる。

## 周辺
- 富栖郵便局
- 兵庫県道430号東河内安富線
- 林田川
  - 杤原川
- 鹿ヶ壺

## アクセス
- 神姫バス34系統 グリーンステーション鹿ヶ壺行き乗車、学校前にて下車

## 通学区域が隣接している学校
- 姫路市立安富南小学校
- 姫路市立莇野小学校
- 姫路市立前之庄小学校
- 宍粟市立はりま一宮小学校
- 宍粟市立神野小学校
- 宍粟市立河東小学校